# Lopheros crenatus
Lopheros crenatus är en skalbaggsart som först beskrevs av Ernst Friedrich Germar 1824.  Lopheros crenatus ingår i släktet Lopheros och familjen rödvingebaggar. Inga underarter finns listade i Catalogue of Life.